# Rovný (tvrz)

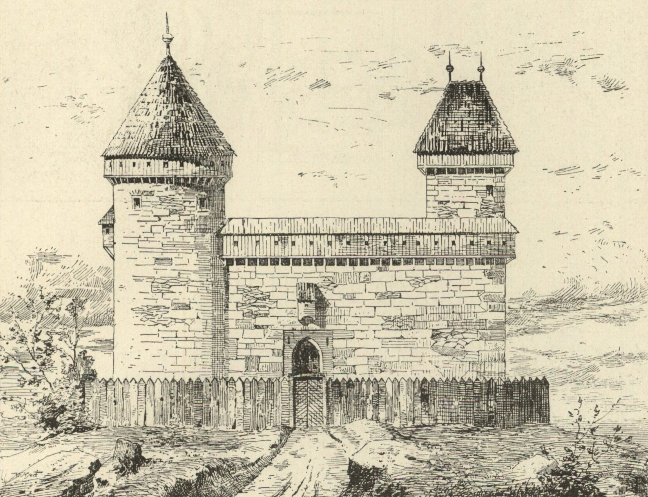
Rekonstrukce středověké podoby tvrze (A. Sedláček: Hrady, zámky a tvrze království Českého, Díl 6., 1889)

Rovný (též Rovensko) je zaniklý sídlištní komplex tvořený vesnicí, tvrzí, hospodářským dvorem a mlýny. Nachází se asi 3,5 kilometru jižně od vesnice Drahoňův Újezd v okrese Rokycany. Celý areál je chráněn jako kulturní památka ČR.

## Historie

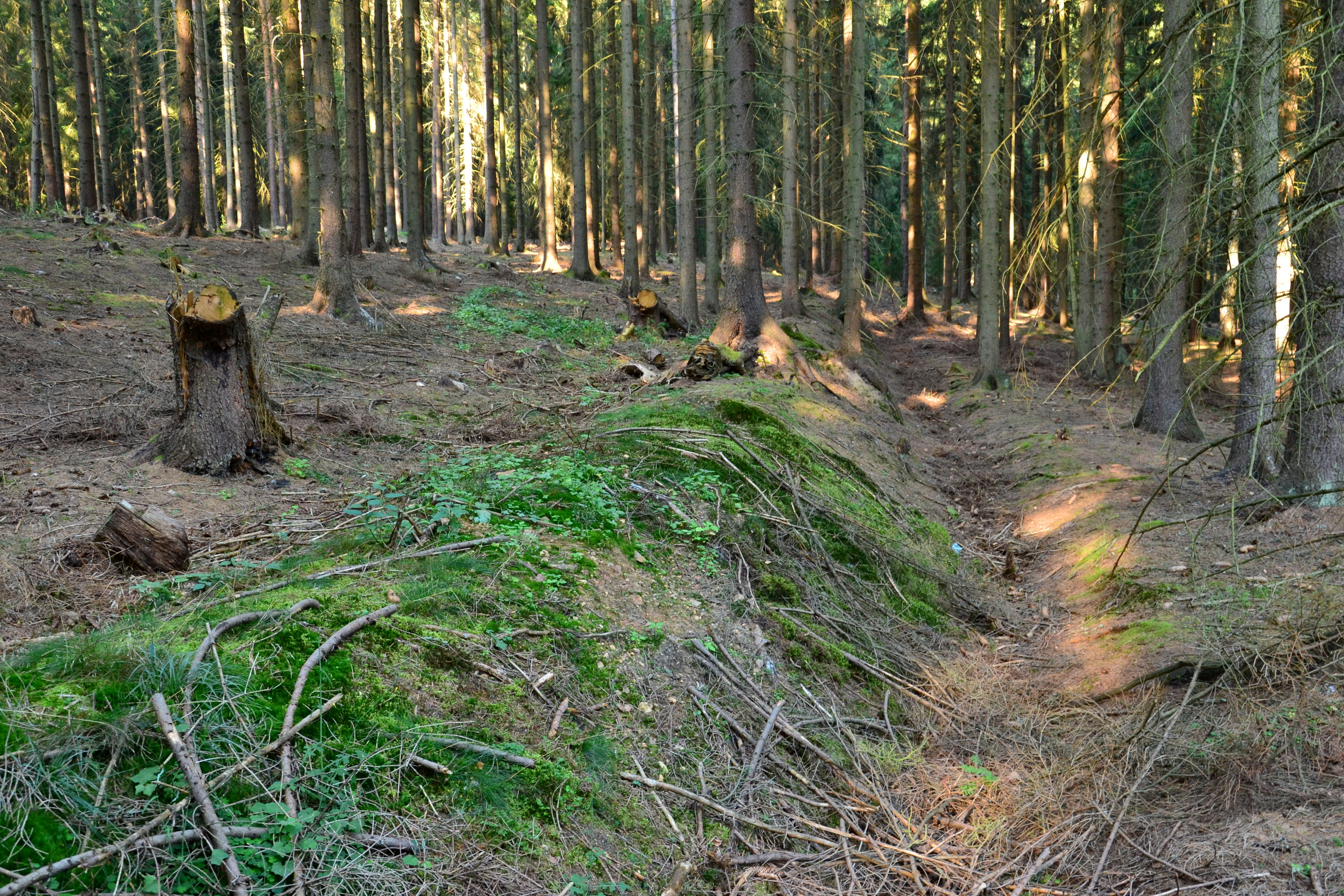
Novověký příkop a val, který odděloval louku a les

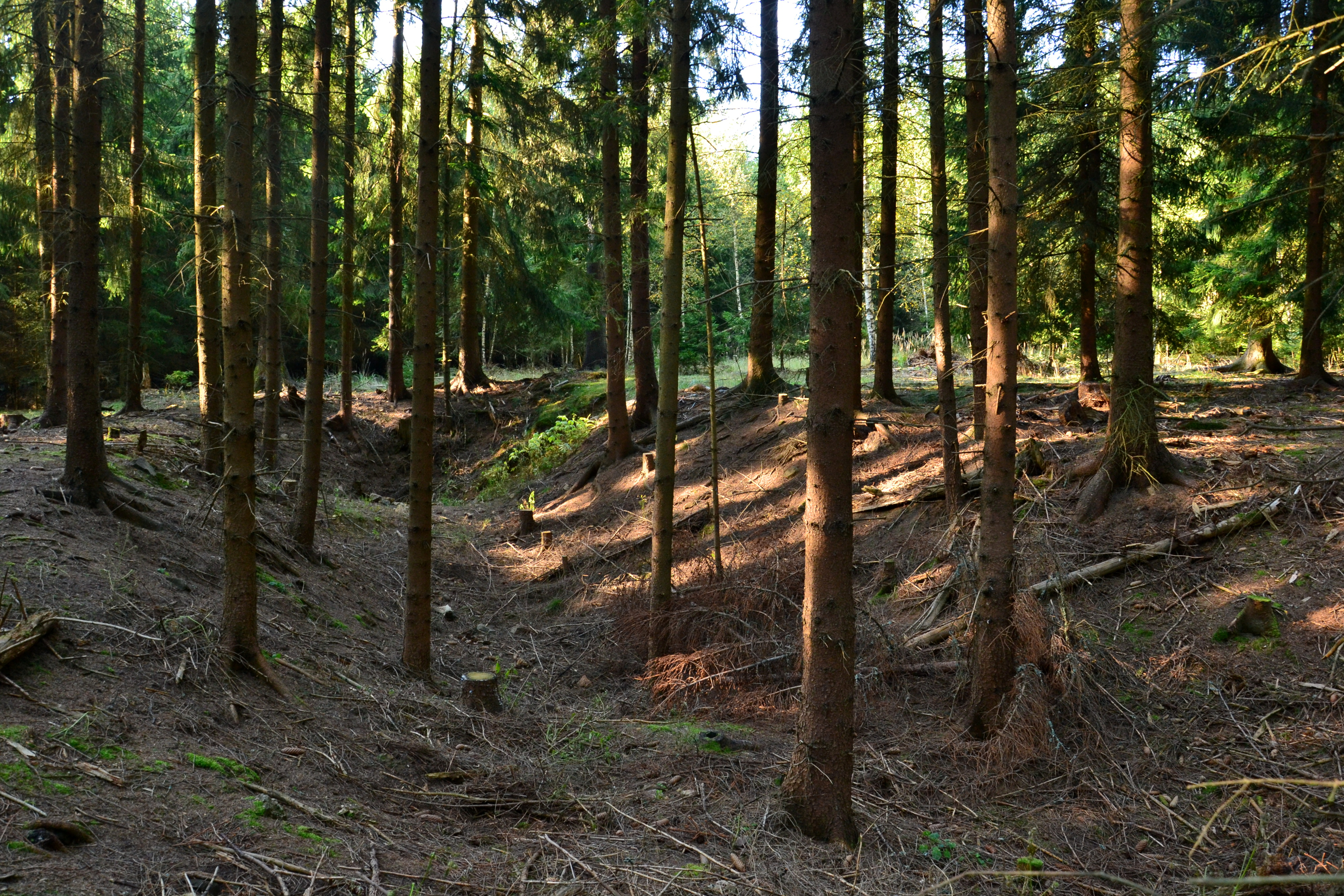
Pozůstatek podsklepené budovy hospodářského dvora

První písemná zmínka o Rovném pochází z roku 1367, kdy zdejší tvrz patřila Mikuláši z Rovného. Po něm jsou jako majitelé uváděni Martin z Rovného a později jeho syn Mikuláš z Rovného, který byl farářem ve Lhotě pod Radčem. Od něj ji koupil Vojslav Vlk z Miletic připomínaný v roce 1410. Dalším pánem se stal Oldřich z Vlkova a po něm od roku 1418 Lvík z Jivjan. V roce 1433 je uváděn jako majitel domu v Plzni, na jejíž obraně se podílel při obléhání města husity vedenými Prokopem Holým. V té době tvrz i s vesnicí nejspíše zanikla, ale je možné, že k tomu došlo až za poděbradských válek. Posledním známým majitelem v patnáctém století byl roku 1486 připomínaný Václav Gut z Dubňan.
Na konci patnáctého století se Rovný stal součástí libštejnského panství a v roce 1540 zde zůstával jen mlýn. Roku 1573 ho od Kryštofa z Valdštejna koupili Lobkovicové ze Zbiroha. Na počátku šestnáctého století byla vesnice obnovena, ale definitivně zanikla v období třicetileté války.

## Stavební podoba
Sídelní areál se nacházel v údolí drobného levostranného přítoku Koželužky. Vesnici tvořila řada usedlostí postavených okolo 200 metrů dlouhé a sto metrů široké návsi, kterou protékal potok. Na jižní straně se dochovaly pozůstatky středověkých usedlostí, jejichž čitelnost zhoršuje přítomnost pozůstatků mladších těžebních jam a milířišť. Podél severní strany stávaly čtyři mladší usedlosti. Jejich základem byly trojdílné domy s půdorysy o rozměrech 9–12 × 20–31 metrů postavené na kamenné podezdívce. Kromě nich lze rozeznat další hospodářské objekty jako hraniční zídky, dvorky či hnojiště.
Ve vsi se nacházela soustava čtyř rybníků, z nichž třetí obklopoval ostrůvek, na kterém se dochovalo tvrziště o rozměrech 35 × 24 metrů. Jeho obvod chránila hradba s nejspíše čtyřbokou věží v severovýchodním nároží. Součástí hradby byla obytná budova s rozměry 14 × 7 metrů. Do tvrziště se vstupovalo z hospodářského dvora po mostě přes příkop. V hospodářském dvoře stávaly dvě sýpky, dvoudílná roubená stavba vytápěná pecí a dlouhá podsklepená budova, po které se dochovala deset metrů široká, 22 metrů dlouhá a 2,5 metru hluboká jáma. Pod tvrzí stával mlýn a k dalšímu vedl asi 200 metrů dlouhý náhon.

## Přístup
Okolo sídlištního areálu vede zeleně značená turistická trasa z Plískova do Radnice.